# Bataille du 13 prairial an II
Pour les articles homonymes, voir Bataille d'Ouessant.
Première Coalition
Batailles
La bataille du 13 prairial an II (également appelée combat de Prairial ou troisième bataille d'Ouessant et Glorious First of June (Glorieux Premier Juin) dans les sources anglophones) fut une importante bataille navale qui opposa les flottes britannique et française au large de l'île d'Ouessant entre le 28 mai et le 1er juin 1794.
En 1794, la France était en guerre contre tous ses voisins, dont le Royaume-Uni, dans le cadre de la guerre de la Première Coalition. Pour éviter la famine, le Comité de salut public avait acheté des céréales aux États-Unis et détaché une petite escadre pour servir d'escorte au convoi à destination de la France. Une flotte française plus importante menée par le vice-amiral Louis Thomas Villaret de Joyeuse était stationnée dans le golfe de Gascogne pour empêcher la flotte de la Manche britannique commandée par l'amiral Richard Howe d'intercepter le convoi. Les deux escadres s'étaient livrés à l'arraisonnement de navires de commerce et à des petites escarmouches pendant tout le printemps 1794 avant de se rencontrer le 28 mai.
Durant la bataille, Howe ordonna à ses navires de rompre la ligne de bataille traditionnelle et de traverser la ligne française pour pouvoir réaliser des tirs de balayage sur la proue et la poupe des navires français. Cet ordre inhabituel ne fut pas compris par tous ses capitaines et sa réalisation fut donc plus chaotique que prévu. Néanmoins les Français subirent une sévère défaite tactique et perdirent sept navires de ligne et plusieurs milliers de marins. Les pertes britanniques étaient également lourdes et les deux flottes rentrèrent rapidement dans leurs ports respectifs. Du point de vue stratégique, la bataille fut cependant un succès français car le convoi arriva sain et sauf. De ce fait, les deux belligérants revendiquèrent la victoire et la presse des deux pays utilisa la bataille pour démontrer la bravoure de leurs flottes respectives.
La bataille démontra également certains problèmes inhérents aux flottes française et britannique au début des guerres de la Révolution française. En effet, les deux amiraux durent faire face à la désobéissance de certains de leurs capitaines et à des équipages peu entraînés, souvent réduits en effectif, que ce soit en membres d'équipage ou en officiers efficaces. Plusieurs commandants britanniques furent ainsi critiqués et l'un d'eux fut même jugé en cour martiale.

## Contexte
En avril 1792, la France entra en guerre contre l'Autriche, la Prusse et le Piémont-Sardaigne. Le 2 janvier 1793, les forts républicains de Brest ouvrirent le feu sur le brick britannique HMS Childers. Quelques semaines plus tard, les relations diplomatiques entre la France et le Royaume-Uni furent rompues après l'exécution du roi Louis XVI. Le 1er février, la France déclara la guerre au Royaume-Uni, aux Provinces-Unies, à l'Espagne et à plusieurs États italiens.
Protégé d'une invasion par la Manche, la Grande-Bretagne se prépara à une longue campagne maritime et envoya des troupes aux Pays-Bas pour affronter les Français. Jusqu'à la fin de l'année 1793, les marines française et britannique menèrent des opérations mineures dans les eaux d'Europe du Nord, en Méditerranée et dans les Indes occidentales et orientales où les deux pays conservaient leurs colonies. Le 2 août, la flotte britannique de la Manche manqua d'intercepter un convoi français venant des Caraïbes et escorté par 15 navires de ligne ; ce fut ce qui se rapprocha le plus d'un véritable affrontement. La seule véritable bataille fut le siège de Toulon au cours duquel les troupes britanniques, autrichiennes, espagnoles, piémontaises et françaises royalistes tenant la ville furent évacuées par la Royal Navy en prévision de la chute imminente de la ville. Le siège fut suivi par de nombreuses récriminations et accusations de traîtrise et de lâcheté entre les coalisés ; cela déboucha deux ans plus tard sur le changement d'alliance de l'Espagne qui rejoignit le camp de la France par le traité de San Ildefonso. Le siège fut néanmoins positif pour les Britanniques car en abandonnant la ville, William Sidney Smith détruisit une grande partie de l'arsenal et des navires français ancrés à Toulon.
La France souffrait également de pénuries de nourriture du fait des troubles sociaux de l'année précédente et du rude hiver qui avait ruiné les récoltes. En guerre avec tous ses voisins, la France ne pouvait plus acheter de ravitaillement sur le continent. La Convention nationale décida alors d'assembler un convoi de navires marchands dans la baie de Chesapeake pour ravitailler la France avec des céréales achetées aux États-Unis. Entre avril et mai 1794, le convoi traverserait l'Atlantique jusqu'à Brest escorté par des éléments de la flotte française de l'Atlantique.

## Forces en présence
Les flottes française et britannique en 1794 étaient assez différentes. Si la Royal Navy était supérieure en nombre, les navires français étaient plus grands et avaient des bordées supérieures. Les plus grands navires français étaient des trois-ponts de premier rang emportant 110 voire 120 canons contre 100 sur les plus grands vaisseaux britanniques.

### Marine britannique

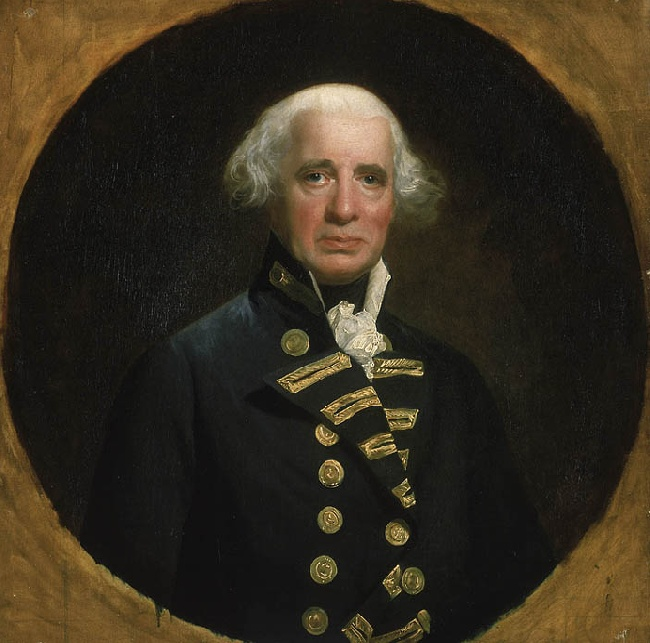
Gravure de Richard Howe d'après un portrait de John Singleton Copley

La Royal Navy était en état d'alerte depuis la crise de Nootka de 1790 et grâce aux intenses préparatifs du premier lord de l'Amirauté Charles Middleton, les chantiers navals étaient prêts à la guerre et la marine avait tiré les leçons des désastres de la guerre d'indépendance des États-Unis qui s'était terminée dix ans plus tôt. À l'époque, la Royal Navy avait mis trop de temps à se préparer au combat et elle fut incapable de soutenir la campagne en Amérique du Nord qui se termina par la chute de Yorktown faute de ravitaillement. Les chantiers navals britanniques étant prêts à fournir des canons, des voiles, des provisions et d'autres équipements, le seul problème était de trouver des marins pour manœuvrer les centaines de navires de la Royal Navy.
Rassembler suffisamment de marins se révéla problématique tout au long des guerres contre la France révolutionnaire. La pénurie était telle que la « presse » fut utilisée pour recruter de force des milliers d'hommes sans expérience de la mer et dont l'entraînement et la préparation à la vie maritime prenait un certain temps. Le manque de fusiliers marins était encore plus préoccupant et des soldats de l'armée de terre furent enrôlés à bord de la flotte pour servir en mer. Les hommes du régiment royal de la Reine et du 29e régiment de fantassins servirent à bord des navires durant la campagne du printemps 1794 et les deux unités arborent toujours l'honneur de bataille « 1 June 1794, ».
Malgré ces difficultés, la flotte de la Manche était commandée par l'un des meilleurs capitaines de l'époque, Richard Howe, qui avait participé à la bataille des Cardinaux sous le commandement d'Edward Hawke en 1759. Au printemps 1794, l'arrivée du convoi français dans les eaux européennes étant imminente, Howe avait divisé sa flotte en trois groupes. George Montagu (en), à bord du HMS Hector, fut envoyé avec six navires de ligne et deux frégates pour escorter les convois britanniques à destination de Terre-Neuve et des Indes orientales et occidentales jusqu'au niveau du cap Finisterre. Peter Rainier, commandant du HMS Suffolk, partit avec six autres navires pour escorter un convoi jusqu'en Inde. La troisième force, sous le commandement de Howe, comprenait 26 navires de ligne et plusieurs navires de soutien et devait patrouiller dans le golfe de Gascogne pour intercepter le convoi français.

### Marine française

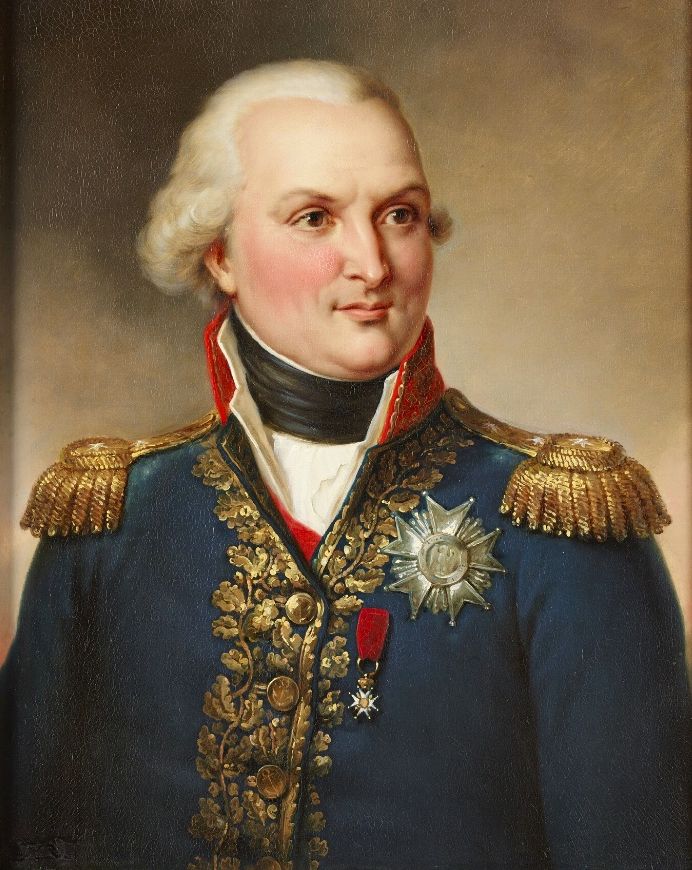
Portait de Louis Thomas Villaret de Joyeuse par Paulin Guérin.

À la différence de sa rivale britannique, la marine française était en plein chaos. La flotte était de très bonne qualité mais son commandement était agité par les crises que traversait la France depuis le début de la Révolution cinq ans auparavant. Par conséquent, les équipages disponibles, mal entraînés et inexpérimentés, n'étaient pas au niveau de la haute qualité des navires et de l'armement. Au cours de la Terreur, de nombreux marins expérimentés furent exécutés, emprisonnés ou limogés du fait de leur déloyauté supposée et les navires de la flotte de l'Atlantique furent armés avec des conscrits dont beaucoup n'avaient jamais été en mer et n'avaient bien sûr jamais participé à un combat naval.
Le problème de la main d'œuvre fut aggravé par la crise que traversait le pays et les marins ne furent pas payés ni ravitaillés durant plusieurs mois. Ce problème atteignit son paroxysme en août 1793 lorsque la flotte quitta Brest et qu'une pénurie de nourriture entraîna la mutinerie des équipages. Les marins arrêtèrent leurs officiers et ramenèrent leurs navires au port pour chercher de la nourriture, de ce fait abandonnant la défense des côtes françaises. La Convention nationale réagit avec force en exécutant plusieurs officiers supérieurs et inférieurs et des centaines de marins furent emprisonnés, bannis ou exclus de l'armée. Les effets de cette purge furent dévastateurs et elle réduisit considérablement la capacité militaire de la marine. Ces officiers expérimentés furent remplacés par des jeunes officiers, des capitaines de navires de commerce et même des civils démontrant un zèle révolutionnaire suffisant même si peu d'entre eux savaient mener un combat naval,.
Le vice-amiral Louis Thomas Villaret de Joyeuse fut nommé à la tête de cette flotte agitée en novembre 1793 ; même s'il n'avait jamais possédé un commandement aussi important, il était réputé pour son habileté tactique et avait servi sous Suffren dans l'océan Indien durant la Révolution américaine. Les efforts de Villaret pour transformer son nouveau corps d'officiers en une unité combattante efficace furent gênés par André Jeanbon Saint-André. Ce dernier était un député de la Convention nationale et avait été nommé représentant en mission à Brest pour évaluer l'ardeur révolutionnaire de la flotte et de son commandant et il intervenait fréquemment dans la planification tactique des opérations. Peu après son arrivée, Saint-André proposa un décret condamnant à mort à leur retour en France tous les officiers n'ayant pas fait preuve de suffisamment de zèle au combat mais cette législation très controversée ne semble pas avoir été appliquée. Même si ses interventions étaient une source de frustration pour Villaret, les rapports de Saint-André étaient régulièrement publiés dans Le Moniteur universel et permirent de populariser la marine en France.
La flotte française de l'Atlantique était encore plus dispersée que la flotte britannique de la Manche au printemps 1794. Le contre-amiral Pierre Jean Van Stabel avait été détaché avec cinq navires dont deux vaisseaux de ligne pour escorter le convoi de céréales depuis les États-Unis tandis que le contre-amiral Joseph-Marie Nielly était parti de Rochefort avec cinq navires de ligne et plusieurs navires de soutien pour rejoindre le convoi au milieu de l'Atlantique. Villaret ne disposait donc que de 25 navires de ligne pour affronter la menace posée par la flotte britannique de Howe.

### Convoi
Au début du printemps 1794, la situation de la France était difficile car la famine menaçait après les mauvaises récoltes et le blocus des ports français et le gouvernement français fut obligé de chercher du ravitaillement outre-mer. La Convention nationale ordonna la formation d'un important convoi à Hampton Roads dans la baie de Chesapeake chargé de céréales achetées aux États-Unis où il serait rejoint par la flottille de l'amiral Van Stabel. Selon les sources de l'époque, le convoi aurait compté plus de 350 navires mais l'historien contemporain William James critiqua ce chiffre et avança le nombre de 117 navires en incluant les vaisseaux de guerre français.
Le gouvernement américain fournit une partie des navires et de la cargaison en remboursement du soutien financier, moral et militaire de la France durant la révolution américaine. De cette manière, les États-Unis remboursaient à la France leur dette vieille de dix ans, remboursant le soutien financier apporté par la guerre d'Indépendance. 

## Mai 1794

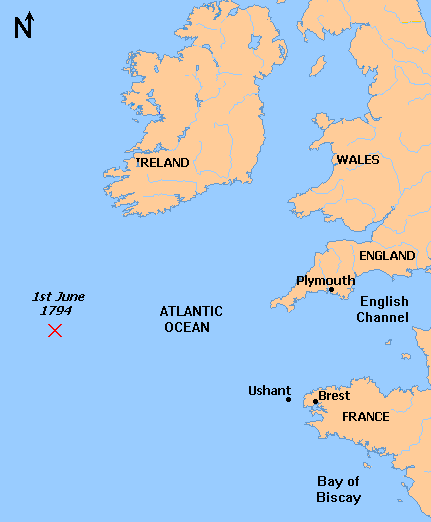
Carte montrant l'emplacement de la bataille navale le 1er juin 1794.

Le convoi français, escorté par Van Stabel, quitta la Virginie le 2 avril et Howe sortit du port de Portsmouth le 2 mai avec l'ensemble de sa flotte pour escorter les convois britanniques et intercepter les Français. Constatant que Villaret était toujours à Brest, Howe passa deux semaines dans le golfe de Gascogne pour repérer le convoi de céréales et retourna à Brest le 18 mai pour découvrir que Villaret avait pris la mer la veille. Partant à sa recherche, Howe s'éloigna des côtes. Dans le même temps, les escadres de Nielly (France) et de Montagu (Britannique) étaient en mer et avaient chacune arraisonné plusieurs navires de commerce. Nielly repéra le convoi au milieu de l'Atlantique et renforça son escorte dans la seconde semaine de mai tandis que Montagu patrouillait plus au sud.
Malgré la poursuite de Howe, la flotte française de Villaret arraisonna 20 navires marchands hollandais dès son premier jour en mer. Durant la semaine suivante, Howe continua de suivre les Français et détruisit plusieurs des navires hollandais arraisonnés. Le 25 mai, il repéra un traînard de la flotte française et lui donna la chasse ; l'Audacieux mena Howe jusqu'à la flotte de son adversaire. Ayant finalement repéré Villaret le 28 mai, Howe lança ses six navires les plus rapides à l'attaque du vaisseau français le plus en arrière, le Révolutionnaire. Le 1er rang de 110 canons subit de lourds dégâts et abaissa peut-être ses couleurs à la fin du combat. Les deux flottes se séparèrent à la tombée de la nuit tandis que le Révolutionnaire et son dernier poursuivant, le HMS Audacious continuèrent quelque temps leur affrontement avant de rejoindre leurs ports respectifs. À ce moment, Villaret savait par ses frégates de patrouille que le convoi de grain était proche et mit délibérément le cap à l'ouest en espérant éloigner Howe.
L'amiral britannique mordit à l'appât et attaqua à nouveau le lendemain mais sa tentative pour couper la flotte française en deux échoua car son navire de tête, le HMS Caesar, ne suivit pas les ordres. Les deux flottes avaient subi de nombreux dégâts mais aucune n'était parvenue à prendre l'ascendant et les deux se séparèrent dans la soirée. Howe était cependant parvenu à prendre l'avantage du vent ce qui lui permettait d'attaquer Villaret au moment de son choix,. Trois navires français furent renvoyés au port pour être réparés mais ces pertes furent compensées par l'arrivée des renforts de Neilly le lendemain. L'affrontement fut repoussé pendant deux jours à cause d'un brouillard épais mais lorsque la brume se dissipa le 1er juin, les lignes de bataille étaient distantes de seulement 10 km.

## Premier-Juin

Les lignes de bataille française et britannique au matin du 1er juin 1794.

Howe étant en position favorable, Villaret avait essayé de profiter de la nuit pour s'éloigner de la flotte britannique mais il n'était pas parvenu à obtenir un vent favorable avant l'aube à 5 h. Après avoir autorisé ses hommes à déjeuner, Howe profita de son avantage de « weather gage » pour se rapprocher de Villaret et à 8 h 12, les deux flottes n'étaient distantes que de 6 km. La flotte britannique forma alors une ligne de bataille parallèle à celle des Français avec les frégates servant de relais pour transmettre les ordres de l'amiral. Les deux lignes commencèrent à échanger des tirs à longue distance à 9 h 24.
Au XVIIIe siècle, il était habituel pour les deux flottes de former des lignes de bataille parallèles progressant lentement l'une par rapport à l'autre et échangeant des tirs à longue distance avant de virer de bord ; généralement aucun navire n'était perdu ou capturé. Howe comptait cependant sur le professionnalisme de ses capitaines et de ses équipages et sur l'avantage du « weather gage » pour attaquer directement les Français en traversant leur ligne. Les deux jours précédents, il avait suivi l'exemple de George Brydges Rodney durant la bataille des Saintes en 1782 en créant une ligne de bataille non pas parallèle à celle des Français mais orientée vers elle. Le 1er juin, Howe décida cependant que chacun de ses navires devait attaquer individuellement chaque intervalle de la ligne de Villaret et balayer à courte portée la proue et la poupe des navires français. Les capitaines britanniques devaient ensuite se placer du côté sous le vent des navires français pour les couper de leur retraite au vent et les engager directement en espérant obtenir leur reddition ou leur destruction.

## Rupture de la ligne
Dès les minutes qui suivirent le signal de l'assaut et le virement de bord de son navire amiral, le HMS Queen Charlotte, le plan de Howe commença à chanceler. La plupart des capitaines britanniques ne comprirent pas l'ordre ou l'ignorèrent et restèrent sur la ligne originale. Certains navires avaient été endommagés lors des affrontements des jours précédents et mirent du temps à entrer en action. Le résultat fut une formation irrégulière initiée par le HMS Queen Charlotte qui progressait de manière inégale vers la flotte de Villaret. Les Français répondirent en ouvrant le feu sur les navires britanniques en approche mais le manque de coordination et d'entraînement était évident ; la plupart des navires ayant suivi l'ordre de Howe arrivèrent au niveau de la ligne française sans avoir subi beaucoup de dégâts.

### Avant-garde

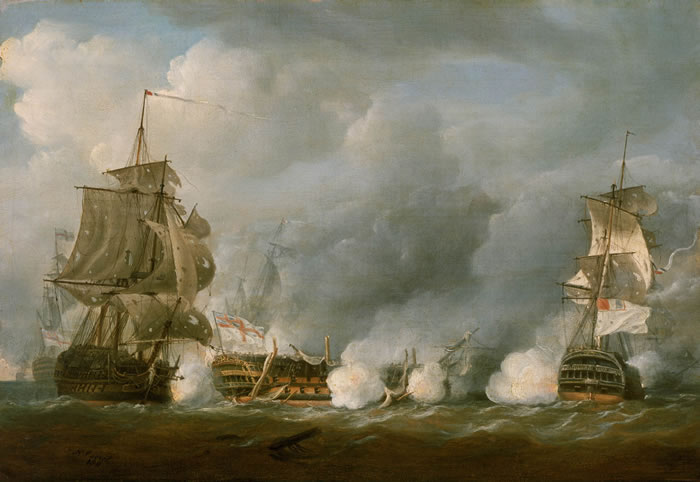
HMS Defence at the Battle of the Glorious 1 June 1794,
Nicholas Pocock.

Le HMS Queen Charlotte ne fut pas le premier navire à atteindre la ligne française et cet honneur échut à un vaisseau de l'avant-garde commandée par l'amiral Thomas Graves, le HMS Defence du capitaine John James Gambier, un officier connu pour son air renfrogné et surnommé « triste Jimmy » par ses contemporains. Le HMS Defence, le septième navire de la ligne britannique, traversa entre le Mucius et le Tourville, respectivement sixième et septième navires de la ligne française. Balayant ses deux opposants, le HMS Defence se retrouva rapidement en difficulté car isolé du reste des navires britanniques et il fut engagé par le Mucius, le Tourville et les autres navires de la ligne. Le HMS Defence ne fut cependant pas le seul navire à couper la ligne française et le HMS Marlborough du capitaine George Cranfield Berkeley exécuta parfaitement la manœuvre de Howe avant d'engager à courte portée l'Impétueux et de s'emmêler dans son gréement,.
Les navires de l'avant britannique devant le HMS Malborough connurent des succès mitigés. Les HMS Bellerophon et HMS Leviathan souffraient encore des dégâts subis les jours précédents et ne traversèrent pas la ligne ennemie. En revanche, ils se rapprochèrent respectivement de l'Éole et de l'America et engagèrent des duels d'artillerie. L'une des premières victimes fut le contre-amiral Thomas Pasley du HMS Bellerophon qui perdit une jambe lors des premiers échanges de tirs. Le HMS Royal Sovereign, le navire-amiral de Graves, commit une erreur et s'arrêta bien après la ligne française, ce qui l'exposa à un tir nourri du Terrible. Lorsqu'il parvint à engager le Terrible à une plus faible distance, le HMS Royal Sovereign avait subi de lourds dégâts et l'amiral Graves avait été gravement blessé.
Les actions du HMS Russell et du HMS Caesar furent plus préjudiciables au plan de Howe. Le capitaine du HMS Russel, John Willett Payne (en), fut critiqué après la bataille pour ne pas avoir engagé assez rapidement l'ennemi, ce qui permit au Téméraire d'endommager sévèrement son gréement au début de la bataille même si les historiens avancèrent plus tard que les dégâts reçus le 29 mai étaient responsables de sa lente entrée en action. En revanche, le capitaine Anthony James Pye Molloy (en) du HMS Caesar, le premier navire de la ligne, ignora complètement l'ordre de Howe et continua d'avancer comme si la ligne britannique le suivait au lieu d'engager directement l'ennemi. Le HMS Caesar participa néanmoins à un échange de tir irrégulier avec le navire français de tête, le Trajan mais ses tirs eurent peu d'effets tandis que le Trajan endommagea sévèrement son gréement avant d'engager le HMS Bellerophon et participer sans opposition à la mêlée se développant au début de la ligne.

### Centre
Le centre des deux flottes fut divisé par deux escadres séparées de la ligne britannique : l'avant des amiraux Benjamin Caldwell et George Bowyer et l'arrière sous le commandement de Howe. Alors que le HMS Queen Charlotte engageait les Français à courte portée, les navires de l'avant étaient moins actifs. Au lieu de progresser directement vers la ligne française, ils se rapprochèrent lentement et échangèrent des tirs à longue distance qui n'empêchèrent pas leurs adversaires de canonner le HMS Defence isolé. Sur tous les navires de cette escadre, seul le HMS Invincible de Thomas Pakenham se rapprocha de la ligne française. Il fut sévèrement endommagé par sa charge solitaire mais parvint à engager le Juste. Le HMS Barfleur de Bowyer entra par la suite dans la mêlée mais Bowyer avait perdu une jambe durant les premiers échanges de tirs.
Howe et le HMS Queen Charlotte mena la flotte par l'exemple et avança directement sur le navire-amiral français, la Montagne. Passant entre cette dernière et le Vengeur du Peuple, le HMS Queen Charlotte balaya les deux navires et engagea la Montagne dans un duel d'artillerie à bout portant. Ce faisant, le navire britannique s'emmêla brièvement dans le gréement du Jacobin.
À la droite du HMS Queen Charlotte, le HMS Brunswick avait initialement eut du mal à rejoindre la bataille. Progressant avec difficultés derrière son navire amiral, le capitaine John Harvey fut réprimandé par Howe pour son retard. Stimulé par ce reproche, Harvey poussa son navire vers l'avant et manqua de dépasser le HMS Queen Charlotte, bloquant momentanément sa vue sur la moitié orientale de la flotte française et subissant de ce fait les tirs nourris des navires français. Harvey espérait engager le Jacobin et soutenir directement son amiral mais il n'était pas assez rapide pour l'atteindre et tenta de passer entre l'Achille et le Vengeur du Peuple. Cette manœuvre échoua quand les ancres du HMS Brunswick s'emmêlèrent dans les gréements du Vengeur du Peuple. L'un des officiers demanda si les liens devaient être coupés, ce à quoi Harvey répondit « Non, nous l'avons et nous allons le garder ». Les deux navires étaient si proches l'un de l'autre que l'équipage du HMS Brunswick ne pouvait pas ouvrir les sabords.
À côté de cet affrontement, d'autres navires du centre franchirent la ligne française. Le HMS Valiant de Thomas Pringle se rapprocha du Patriote qui se retira de la bataille car son équipage souffrait d'une maladie infectieuse et était incapable de combattre. Le HMS Valiant tourna alors son attention vers l'Achille qui avait déjà subi les tirs des HMS Queen Charlotte et Brunswick, l'endommagea sévèrement et se dépêcha de rejoindre les combats à l'avant de la ligne française. Le HMS Orion de John Thomas Duckworth et le HMS Queen de l'amiral Alan Gardner engagèrent le Northumberland qui fut rapidement démâté et tenta de quitter le combat. Le HMS Queen, ralenti par les dégâts reçus lors des combats précédents, mit du temps à engager le Northumberland d'aussi près que le HMS Orion et fut rapidement attaqué par le Jemmappes.

### Arrière-garde
Sur les navires de l'arrière-garde britannique, seuls deux firent une tentative sérieuse pour traverser la ligne française. Le navire amiral de l'amiral Hood, le HMS Royal George, passa entre le Républicain et le Sans Pareil (en), qu'il engagea tous deux à courte portée tandis que le HMS Glory (en) passa derrière le Sans Pareil et se lança dans la mêlée. Les autres navires français et britanniques de l'arrière-garde ne participèrent pas à ce combat rapproché ; le HMS Montagu (en) engagea un duel d'artillerie à longue distance avec le Neptune mais aucun des deux navires ne fut sévèrement endommagé ; le capitaine britannique James Montagu fut cependant tué dans les premiers échanges de tirs et le commandement fut transmis au lieutenant Ross Donnelly. À la suite dans la ligne, le HMS Ramillies ignora complètement l'affrontement et son capitaine Henry Harvey mit le cap à l'ouest en direction du navire de son frère, le HMS Brunswick participant à l'engagement avec le HMS Queen Charlotte.
Trois autres navires britanniques ne suivirent pas l'ordre de Howe dont le HMS Alfred qui engagea l'extrémité de la ligne française sans résultats notables. De même le capitaine Charles Cotton du HMS Majestic resta à l'écart de la bataille jusqu'à ce qu'elle soit terminée et entreprit alors la capture des navires français déjà sévèrement endommagés. Finalement, le dernier navire de la ligne, le HMS Thunderer d'Albemarle Bertie, ne participa pas aux premiers affrontements. Les navires français de l'arrière-garde restèrent également à l'écart des combats comme l'Entreprenant (en) et Pelletier qui ouvrirent le feu sur les navires britanniques à distance tout en refusant d'engager un combat rapproché. Le dernier navire de la ligne française, le Scipion, ne chercha pas non plus à engager le combat mais ne parvint pas éviter d'entrer dans la mêlée entre le HMS Royal George et Républicain où il subit de gros dégâts.

## Mêlée

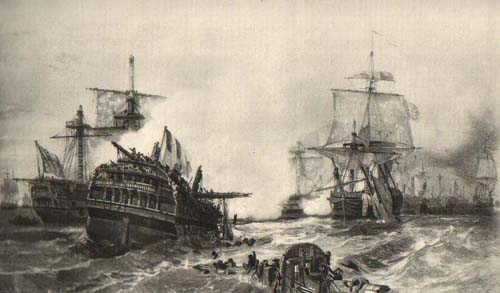
Lithographie d'après le Combat du 13 Prairial An II (1er juin 1794) d'Auguste Mayer.

Une heure après le début de l'affrontement, les lignes britannique et françaises étaient mélangées et participaient à trois engagements séparés. À l'avant-garde, le HMS Caesar était finalement parvenu à rejoindre le combat mais l'un de ses espars fut emporté par un boulet du Trajan et il dériva à l'écart du combat. Les HMS Bellerophon et Leviathan étaient au cœur de l'action et le premier subit de gros dégâts. Son capitaine William Johnstone Hope chercha à sortir de sa position exposée et demanda du soutien ; la frégate HMS Latona du capitaine Edward Thornbrough (en) essaya d'apporter son aide. Thornbrough intercala son petit navire entre les navires de la ligne de bataille française et ouvrit le feu sur l'Éole avant de remorquer le HMS Bellerophon à l'écart des affrontements. Le HMS Leviathan de Hugh Seymour eut plus de succès et son artillerie détruisit les mâts de l'America mais il fut la cible des boulets de l'Éole et du Trajan. Le HMS Leviathan canonna l'America pendant deux heures avant de rejoindre le HMS Queen Charlotte au centre vers midi.
Le HMS Russell n'avait pas traversé la ligne française et son adversaire, le Téméraire en profita pour détruire son mat principal avant de s'échapper côté au vent avec le Trajan et l'Éole. Le HMS Russell tira alors sur plusieurs navires français passant à proximité avant de rejoindre le HMS Leviathan dans son attaque du centre de la ligne française. Les chaloupes du HMS Russell abordèrent ensuite l'America pour obtenir la reddition du navire français ; ces marins furent plus tard remplacés par des hommes du HMS Royal Sovereign. L'amiral Graves du HMS Royal Sovereign fut gravement blessé et son navire fut distancé par son adversaire, le Terrible, qui quitta la ligne française pour retrouver le rassemblement de plus en plus important de navires français formant une nouvelle ligne à distance de l'affrontement.
À l'arrière du HMS Royal Sovereign se trouvait le HMS Marlborough toujours accroché à l'Impétueux. Gravement endommagé et sur le point de se rendre, l'Impétueux obtint un sursis lorsque le Mucius traversa la fumée et percuta les deux navires. Les trois navires empêtres continuèrent leurs échanges de tirs pendant plusieurs heures et subirent de lourdes pertes. Le HMS Marlborough et l'Impétueux perdirent leurs trois mâts et le capitaine britannique Berkeley, gravement blessé, laissa le commandement au lieutenant John Monkton qui demanda de l'aide aux frégates se trouvant en réserve. Le capitaine Robert Stopford de la frégate HMS Aquilon, dont le rôle était de répéter les ordres, remorqua le HMS Marlborough hors de la ligne tandis que le Mucius parvint à se libérer et essaya de rejoindre le reste de la flotte française au nord. L'Impétueux était trop endommagé pour pouvoir s'éloigner et il fut rapidement capturé par des marins du HMS Russell.
Dématé, le HMS Defence fut incapable de maintenir des duels prolongés avec ses divers opposants et à 13 h, il fut menacé par le Républicain, également endommagé, venant de l'est. Même si le Républicain fut par la suite remorqué pour rejoindre le groupe de Villaret au nord, Gambier demanda le soutien des frégates britanniques et fut aidé par le HMS Phaeton du capitaine William Bentinck. Le HMS Phaeton fut la cible de l'Impétueux alors qu'il se retirait et Bentinck répondit par plusieurs bordées. L'Invincible, le seul navire de l'escadre avant du centre britannique à avoir engagé l'ennemi à courte portée, devint impliqué dans la mêlée confuse autour du HMS Queen Charlotte. Les canons du HMS Invincible forcèrent le Juste à se rapprocher du HMS Queen Charlotte dont la bordée l'obligea à se rendre. Les autres navires de l'escadre ne subirent que des dégâts légers même si l'HMS Impregnable avait perdu plusieurs vergues et fut uniquement ramené dans la ligne britannique par les réactions rapides de deux jeunes officiers, Robert Otway et Charles Dashwood.

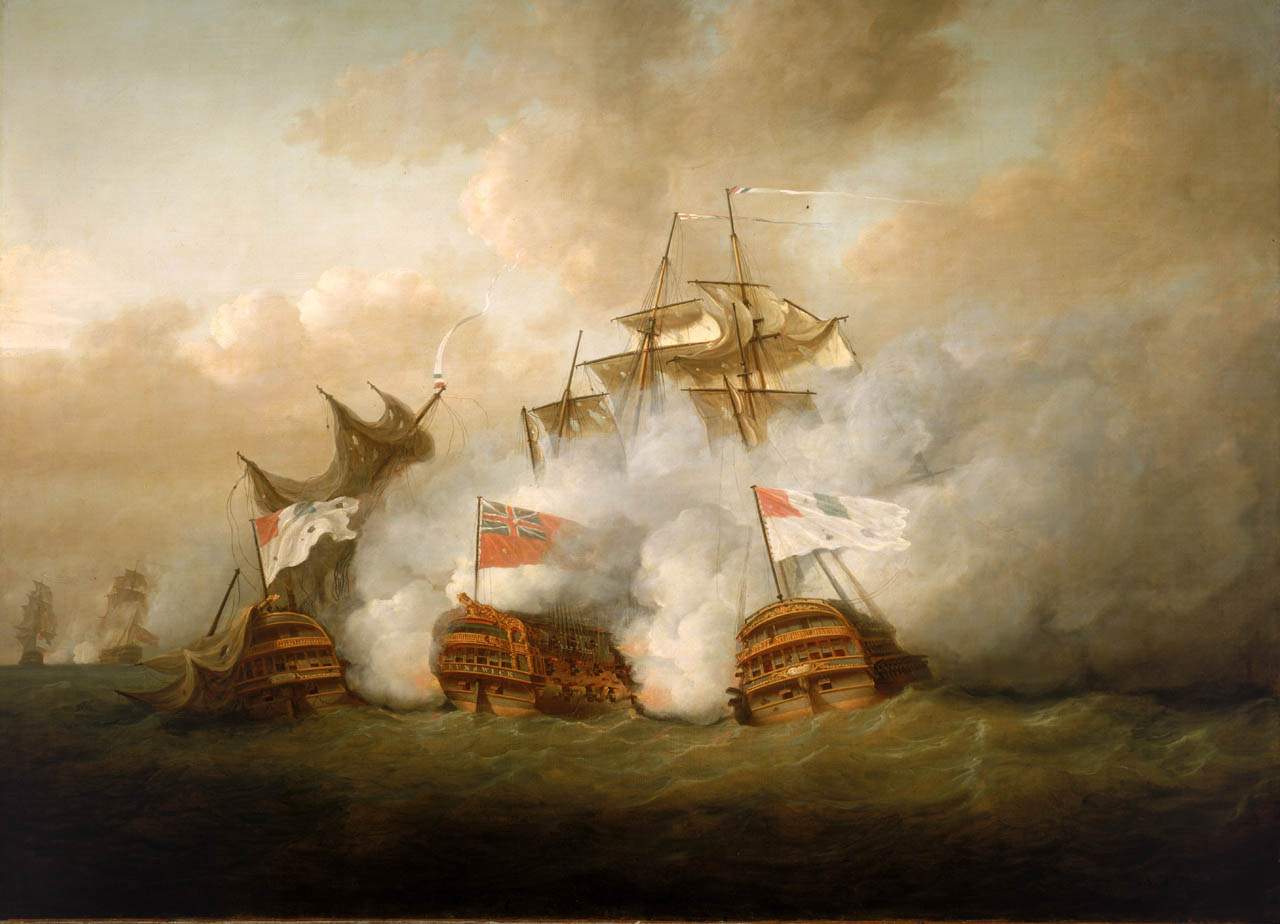
L'Achille, le HMS Brunswick et le Vengeur du Peuple accrochés ensemble. Nicholas Pocock, 1795.

Le combat entre le HMS Queen Charlotte et la Montagne fut relativement à sens unique car le navire amiral français ne parvint pas à faire usage de ses canons du pont inférieur et subit donc de lourdes pertes. Le HMS Queen Charlotte fut également endommagé par les tirs des navires voisins et fut incapable de poursuivre la Montagne alors qu'elle se retirait vers le nord pour former une nouvelle ligne avec les survivants de la flotte française. Le HMS Queen Charlotte prit également feu durant l'engagement car le HMS Gibraltar du capitaine Thomas Mackenzie, n'étant pas parvenu à se rapprocher de l'ennemi, tira au jugé dans le nuage de fumée entourant le navire amiral. Le capitaine Andrew Snape Douglas fut gravement blessé dans cet incendie. Après le repli de la Montagne, le HMS Queen Charlotte engagea le Jacobin et le Républicain alors qu'ils passaient à proximité et parvint à obtenir la reddition du Juste. À l'est du HMS Queen Charlotte, le HMS Brunswick et le Vengeur du Peuple étaient toujours accrochés et s'échangeaient des bordées à bout portant. Le capitaine Harvey du HMS Brunswick fut mortellement blessé au début de l'engagement par un tir de mitraille mais refusa de quitter le pont. Le HMS Brunswick parvint également à repousser l'Achille quand ce dernier tenta d'intervenir. L'Achille, déjà endommagé, fut complètement démâté dans l'échange de tir et se rendit rapidement même si son équipage reprit le combat quand il devint clair que le HMS Brunswick n'était pas en position de le capturer. Le navire français releva ses couleurs et fit voile pour essayer de rejoindre Villaret au nord. Le Vengeur et le HMS Brunswick ne parvinrent à se séparer que vers 12 h 45 ; les deux navires étaient sévèrement endommagés et avaient perdu tous leurs mâts. Le HMS Brunswick fut remorqué jusque dans la ligne britannique par le HMS Ramillies tandis que le Vengeur était incapable de se déplacer. Le HMS Ramillies obtint la reddition du Vengeur après une brève canonnade mais ne parvint pas à l'aborder et se lança alors à la poursuite de l'Achille qui capitula rapidement.
À l'est, les HMS Orion et Queen obtinrent la reddition du Northumberland et du Jemmappes même si ce dernier parvint à s'échapper. Le HMS Queen Charlotte était particulièrement endommagé et ne parvenant pas rejoindre la ligne britannique, louvoya entre la nouvelle ligne française et la ligne de bataille britannique au milieu de plusieurs autres navires dévastés. Les HMS Royal George et Glory avaient mis hors de combat le Scipion et le Sans Pareil au cours d'un violent échange de tirs mais étaient eux-mêmes trop endommagés pour les aborder. Les quatre navires dérivèrent alors dans l'espace entre les deux flottes.

## Fin de la bataille

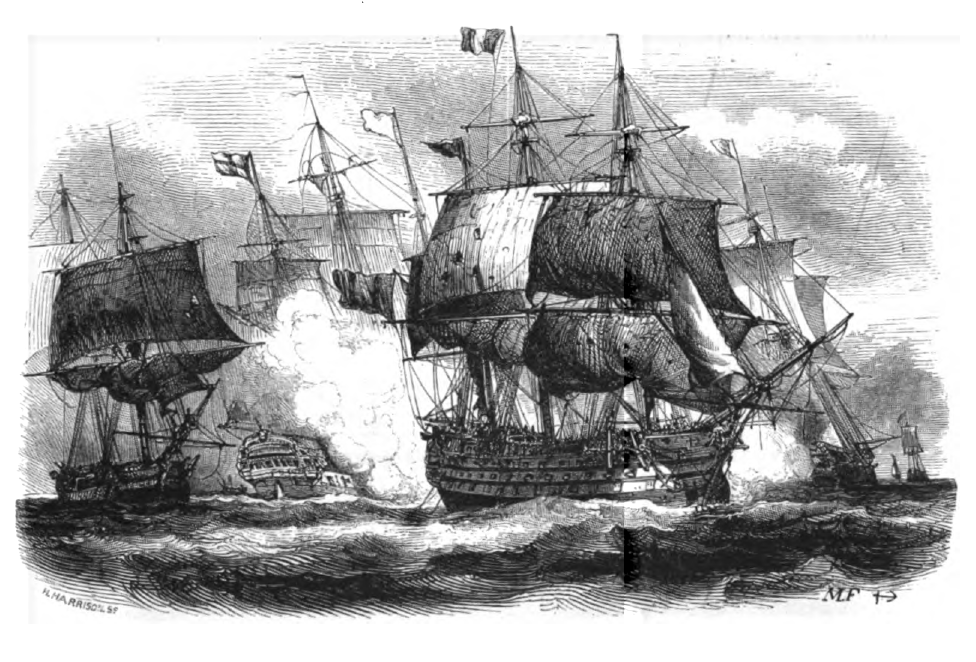
La Montagne de Villaret s'éloigne des navires britanniques pour reformer la ligne française. Dessin de Léon Morel-Fatio.

À bord de la Montagne, Villaret était parvenu à distancer la flotte britannique et à reformer une ligne de bataille avec onze navires de ligne un peu plus au nord. À 11 h 30, avec la fin des combats de la matinée, il entama une manœuvre destinée à reprendre l'initiative et mit le cap sur le HMS Queen Charlotte dévasté alors que la flotte britannique n'était pas encore prête à reprendre le combat. Howe réagit cependant rapidement et réorganisa ses navires pour former une nouvelle escadre. Cette flottille était composée des HMS Queen Charlotte, Royal Sovereign, Valiant, Leviathan, Barfleur et Thunderer. Howe déploya son escadre pour protéger son navire amiral et les deux lignes raccourcies s'engagèrent à distance mais Villaret décida d'abandonner sa manœuvre et de remorquer ses navires endommagés qui essayaient d'échapper à la poursuite britannique. Villaret fut par la suite rejoint par le Terrible dévasté qui traversa la flotte britannique dispersée pour rejoindre les lignes françaises et il récupéra également le Scipion, le Mucius, le Jemmappes et le Républicain, tous démâtés et se trouvant à portée des navires britanniques en réserve, avant de mettre le cap à l'est vers la France,. À ce moment de la bataille, le septuagénaire Howe se retira et laissa la consolidation de la flotte à son capitaine Roger Curtis (en). Curtis fut par la suite critiqué par certains de ses collègues pour ne pas avoir capturé un plus grand nombre de navires français démâtés et fut également accusé d'avoir dissuadé Howe de poursuivre la flotte française.

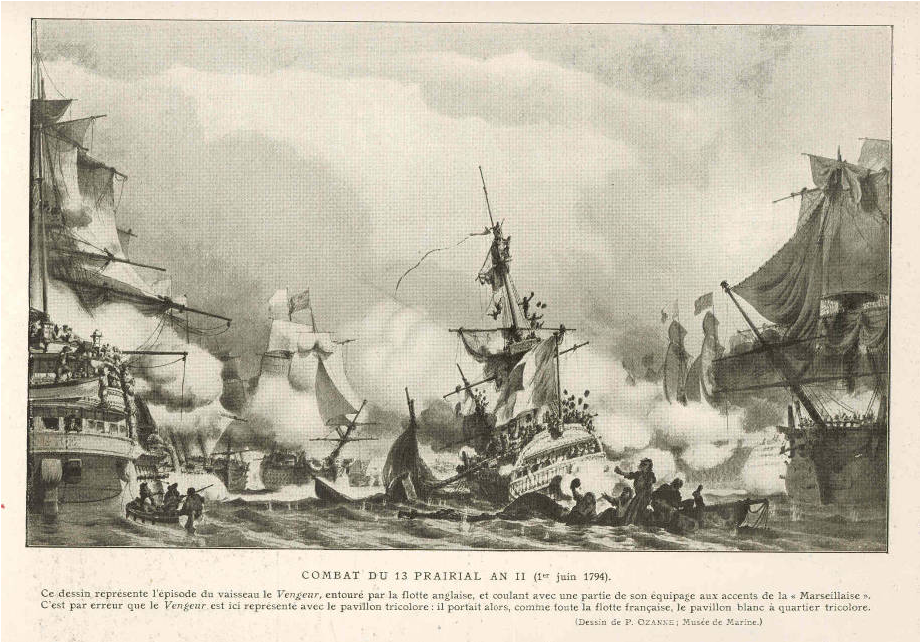
Le naufrage du Vengeur du Peuple par Pierre Ozanne.

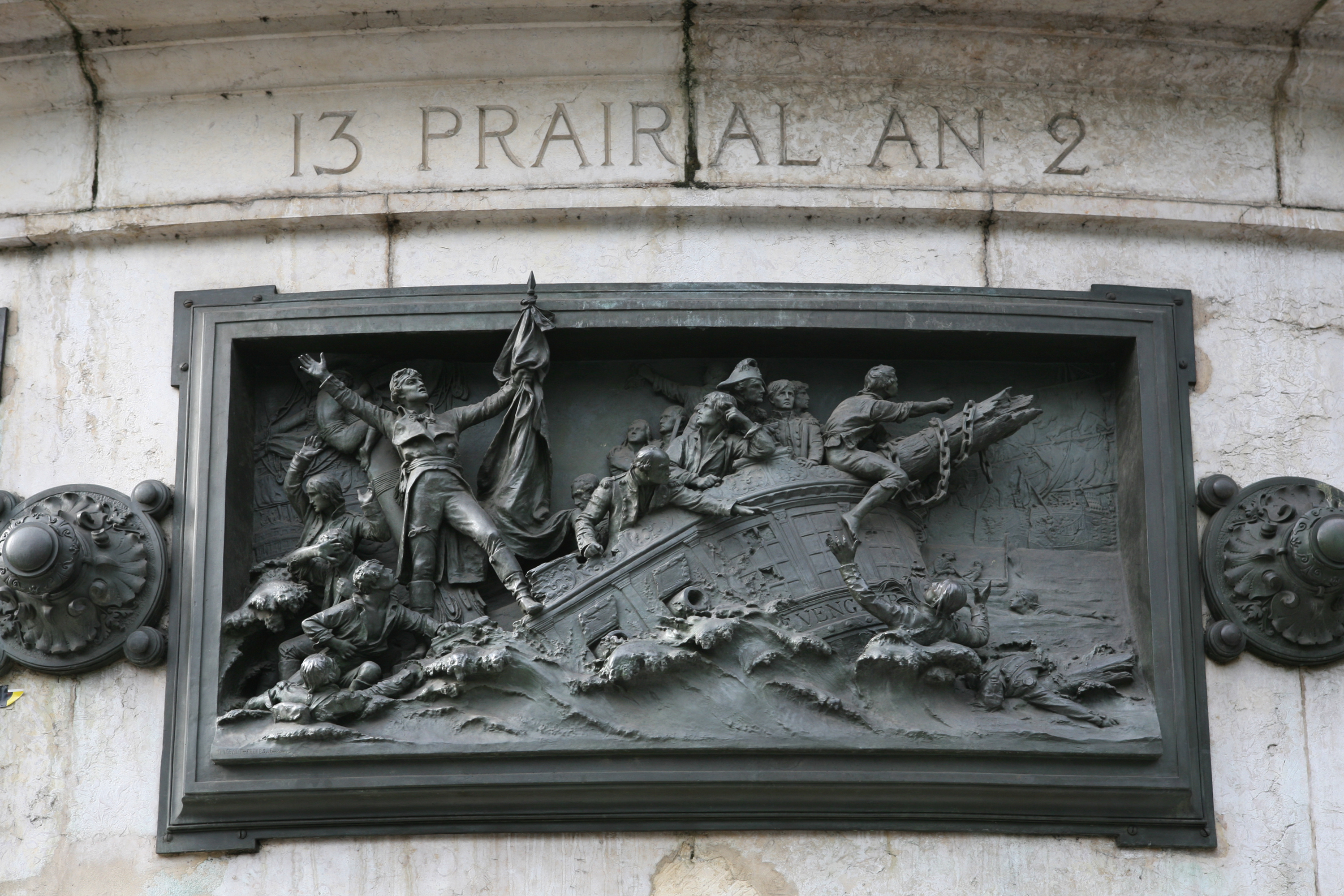
Haut-relief du monument à la République représentant le naufrage du Vengeur du Peuple sculpté par Léopold Morice en 1883.

La flotte britannique était cependant incapable de poursuivre Villaret car il ne lui restait que 11 navires opérationnels contre 12 pour les Français et elle devait également aborder et sécuriser les navires s'étant rendus. En se retirant et en se regroupant, les équipages britanniques entreprirent des réparations rapides et sécurisèrent les sept navires qu'ils avaient capturés dont le Vengeur du Peuple très endommagé. Un boulet du HMS Brunswick avait percé la coque du navire français sous la ligne de flottaison et après sa reddition, aucun navire britannique n'était parvenu à embarquer les marins français. Le Vengeur du Peuple commença alors à couler et les opérations de réparation furent rendues plus difficiles car de nombreux marins étaient blessés et certains avaient mis la main sur la réserve d'alcool du navire et s'étaient enivrés. L'arrivée des chaloupes des HMS Alfred et Culloden et du cotre HMS Rattler permit de secourir 367 marins sur un équipage de plus de 700 hommes. Le lieutenant John Winne du HMS Rattler fut particulièrement félicité pour cette manœuvre risquée. À 18 h 15, le sauvetage du Vengeur du Peuple était clairement devenu impossible et il ne restait plus à bord que les morts, les blessés les plus graves et les marins ivres. Plusieurs marins auraient agité le drapeau tricolore à la proue du navire en criant « Vive la Nation, vive la République ! »
S'étant échappé vers l'est, Villaret mit le cap avec sa flotte battue vers la France et détacha ses frégates à la recherche du convoi. Villaret espérait également obtenir le renfort des huit navires de ligne commandés par l'amiral Pierre-François Cornic qui patrouillaient près de l'île d'Ouessant. Les navires britanniques restèrent dans la zone de la bataille toute la nuit pour sécuriser leurs navires et leurs prises et mirent le cap sur la Grande-Bretagne le 2 juin à 5 h.
Les pertes durant la bataille sont particulièrement difficiles à évaluer précisément. À l'exception de celui du Scipion, les comptes rendus des pertes rédigés par les capitaines français après la bataille sont incomplets. Les seuls décomptes immédiatement disponibles étaient le rapport sommaire de Saint-André et les comptes rendus des officiers britanniques à bord des navires capturés et aucun n'était vraiment fiable. La plupart des sources s'accordent sur des pertes françaises d'environ 7 000 hommes dont approximativement 3 000 prisonniers mais le détail des pertes varie d'un auteur à l'autre. Les pertes britanniques sont plus faciles à estimer et tournent autour de 1 200 victimes.

## Arrivée du convoi
Avec une grande partie de sa flotte mise hors de combat, Howe dut abandonner sa recherche du convoi français dans le golfe de Gascogne. L'Amirauté avait appris qu'une bataille avait eu lieu lors de l'arrivée du HMS Audacious à Portsmouth et prépara une seconde flotte commandée par l'amiral George Montagu. Ce dernier était revenu en Angleterre après son infructueuse sortie en mai et ravitaillait son escadre lorsqu'il reçut l'ordre de reprendre la mer. Ses dix navires devaient à la fois couvrir le repli de Howe et détruire le convoi de céréales français. Montagu prit la mer le 3 juin et se trouvait au large d'Ouessant le 8 juin sans parvenir à localiser ni Howe ni les Français. À 15 h 30, une vigie britannique repéra des voiles qui furent rapidement identifiées comme ennemies. Il s'agissait de l'escadre de Cornic qui patrouillait également à la recherche du convoi et des flottes française et britannique. Montagu se lança à sa poursuite et repoussa Cornic dans le goulet de Brest pendant la nuit avec l'espoir de l'engager le lendemain. Le 9 juin, Montagu repéra cependant les 19 navires de la flotte de Villaret à l'ouest et mit rapidement le cap au sud pour éviter de se faire encercler par une force très supérieure en nombre. Villaret et Cornic essayèrent de le rattraper pendant la journée avant de rejoindre la sécurité des ports français.
Howe profita du retrait de Montagu car sa propre flotte passa à proximité du lieu de cet affrontement le 10 juin avant de mettre le cap au nord dans la Manche et d'arriver à Plymouth le 12 juin où il fut rapidement rejoint par Montagu. Villaret et Cornic avaient jeté l'ancre dans le goulet le 11 juin mais Saint-André refusa leur entrée dans Brest avant d'avoir évalué l'attitude républicaine de la population. Le convoi venant d'Amérique arriva finalement en France le 12 juin en n'ayant perdu qu'un seul navire lors d'une tempête.

## Ordre de bataille
Les historiens ont eu de grandes difficultés pour déterminer la disposition exacte de la flotte française de même que les pertes qu'elle a subi. L'administration fut durement touchée par la Terreur et les documents étaient donc parcellaires ou inexistants. Les livres de bord des navires français ne faisaient pas exception et cela accrut les difficultés pour établir l'ordre de bataille précis. Les données proviennent donc essentiellement des comptes rendus, souvent contradictoires, des officiers britanniques durant la bataille.
- Cette couleur indique que le navire a été capturé durant la bataille
- Cette couleur indique que le navire a été détruit durant la bataille

### Flotte britannique
| Flotte de Richard Howe                     | Flotte de Richard Howe | Flotte de Richard Howe | Flotte de Richard Howe                                                    | Flotte de Richard Howe | Flotte de Richard Howe | Flotte de Richard Howe | Flotte de Richard Howe                                        | Flotte de Richard Howe | Flotte de Richard Howe | Flotte de Richard Howe |
| Navire                                     | Rang                   | Canons                 | Commandant                                                                | Victimes               | Victimes               | Victimes               | Notes                                                         |                        |                        |                        |
| Navire                                     | Rang                   | Canons                 | Commandant                                                                | Tués                   | Blessés                | Total                  | Notes                                                         |                        |                        |                        |
| ------------------------------------------ | ---------------------- | ---------------------- | ------------------------------------------------------------------------- | ---------------------- | ---------------------- | ---------------------- | ------------------------------------------------------------- | ---------------------- | ---------------------- | ---------------------- |
| HMS Audacious                              | 3e rang                | 74                     | Capitaine William Parker                                                  | 3                      | 19                     | 22                     | Rentre en Grande-Bretagne après avoir été endommagé le 28 mai |                        |                        |                        |
| HMS Caesar                                 | 3e rang                | 80                     | Capitaine Anthony Molloy (en)                                             | 17                     | 72                     | 99                     | Gréément et coque légèrement endommagés                       |                        |                        |                        |
| HMS Bellerophon                            | 3e rang                | 74                     | Contre-amiral Thomas Pasley Capitaine William Johnstone Hope              | 4                      | 27                     | 31                     | Mâts très endommagés                                          |                        |                        |                        |
| HMS Leviathan                              | 3e rang                | 74                     | Capitaine Hugh Seymour                                                    | 11                     | 32                     | 43                     |                                                               |                        |                        |                        |
| HMS Russell (en)                           | 3e rang                | 74                     | Capitaine John Willett Payne (en)                                         | 8                      | 26                     | 34                     | Dégâts légers à la coque et au gréément                       |                        |                        |                        |
| HMS Royal Sovereign                        | 1er rang               | 100                    | Vice-amiral Thomas Graves Capitaine Henry Nicholls                        | 22                     | 66                     | 88                     | Mâts endommagés                                               |                        |                        |                        |
| HMS Marlborough                            | 3e rang                | 74                     | Capitaine George Cranfield Berkeley                                       | 29                     | 80                     | 109                    | Complètement démâté                                           |                        |                        |                        |
| HMS Defence                                | 3e rang                | 74                     | Capitaine John James Gambier                                              | 18                     | 39                     | 57                     | Complètement démâté                                           |                        |                        |                        |
| HMS Impregnable                            | 2d rang                | 98                     | Contre-amiral Benjamin Caldwell Capitaine George Blagdon Westcott         | 7                      | 24                     | 31                     | Mâts endommagés                                               |                        |                        |                        |
| HMS Tremendous                             | 3e rang                | 74                     | Capitaine James Pigott                                                    | 3                      | 8                      | 11                     |                                                               |                        |                        |                        |
| HMS Barfleur                               | 2d rang                | 98                     | Contre-amiral George Bowyer Capitaine Cuthbert Collingwood                | 9                      | 25                     | 34                     |                                                               |                        |                        |                        |
| HMS Invincible                             | 3e rang                | 74                     | Capitaine Thomas Pakenham                                                 | 14                     | 31                     | 45                     | Gréément légèrement endommagé                                 |                        |                        |                        |
| HMS Culloden                               | 3e rang                | 74                     | Capitaine Isaac Schomberg                                                 | 2                      | 5                      | 7                      |                                                               |                        |                        |                        |
| HMS Gibraltar                              | 3e rang                | 80                     | Capitaine Thomas Mackenzie                                                | 2                      | 12                     | 14                     |                                                               |                        |                        |                        |
| HMS Queen Charlotte                        | 1er rang               | 100                    | Amiral Richard Howe Capitaine Roger Curtis Capitaine Andrew Snape Douglas | 14                     | 29                     | 43                     | Mâts très endommagés                                          |                        |                        |                        |
| HMS Brunswick                              | 3e rang                | 74                     | Capitaine John Harvey † Lieutenant William Edward Cracraft                | 45                     | 114                    | 159                    | Mâts très endommagés                                          |                        |                        |                        |
| HMS Valiant                                | 3e rang                | 74                     | Capitaine Thomas Pringle                                                  | 2                      | 9                      | 11                     |                                                               |                        |                        |                        |
| HMS Orion                                  | 3e rang                | 74                     | Capitaine John Thomas Duckworth                                           | 5                      | 24                     | 29                     | Mâts légèrement endommagés                                    |                        |                        |                        |
| HMS Queen                                  | 2d rang                | 98                     | Contre-amiral Alan Gardner Capitaine John Hutt †                          | 37                     | 66                     | 103                    | Mâts, gréément et coque très endommagés                       |                        |                        |                        |
| HMS Ramillies                              | 3e rang                | 74                     | Capitaine Henry Harvey                                                    | 5                      | 7                      | 12                     | Gréément légèrement endommagé                                 |                        |                        |                        |
| HMS Alfred                                 | 3e rang                | 74                     | Capitaine John Bazely                                                     | 0                      | 8                      | 8                      |                                                               |                        |                        |                        |
| HMS Montagu                                | 3e rang                | 74                     | Capitaine James Montagu †                                                 | 4                      | 13                     | 17                     |                                                               |                        |                        |                        |
| HMS Royal George                           | 1er rang               | 100                    | Vice-amiral Alexander Hood Capitaine William Domett                       | 20                     | 72                     | 92                     | Mâts très endommagés                                          |                        |                        |                        |
| HMS Majestic                               | 3e rang                | 74                     | Capitaine Charles Cotton                                                  | 3                      | 18                     | 21                     | Gréément légèrement endommagé                                 |                        |                        |                        |
| HMS Glory                                  | 2d rang                | 98                     | Capitaine John Elphinstone                                                | 13                     | 39                     | 52                     | Mâts très endommagés                                          |                        |                        |                        |
| HMS Thunderer                              | 3e rang                | 74                     | Capitaine Albemarle Bertie                                                | 0                      | 0                      | 0                      |                                                               |                        |                        |                        |
| Navires de soutien                         |                        |                        |                                                                           |                        |                        |                        |                                                               |                        |                        |                        |
| HMS Phaeton                                | 5e rang                | 38                     | Capitaine William Bentinck                                                | 3                      | 5                      | 8                      |                                                               |                        |                        |                        |
| HMS Latona                                 | 5e rang                | 38                     | Capitaine Edward Thornbrough                                              | 0                      | 0                      | 0                      |                                                               |                        |                        |                        |
| HMS Niger                                  | 5e rang                | 36                     | Capitaine Arthur Kaye Legge                                               | 0                      | 0                      | 0                      |                                                               |                        |                        |                        |
| HMS Southampton                            | 5e rang                | 36                     | Capitaine Robert Forbes                                                   | 0                      | 0                      | 0                      |                                                               |                        |                        |                        |
| HMS Venus                                  | 5e rang                | 36                     | Capitaine William Brown                                                   | 0                      | 0                      | 0                      |                                                               |                        |                        |                        |
| HMS Aquilon                                | 5e rang                | 36                     | Capitaine Robert Stopford                                                 | 0                      | 0                      | 0                      |                                                               |                        |                        |                        |
| HMS Pegasus                                | 6e rang                | 28                     | Capitaine Robert Barlow                                                   | 0                      | 0                      | 0                      |                                                               |                        |                        |                        |
| HMS Charon                                 | Navire-hôpital         | -                      | Capitaine George Countess                                                 | -                      | -                      | -                      |                                                               |                        |                        |                        |
| HMS Comet                                  | Brûlot                 | 14                     | Capitaine William Bradley                                                 | -                      | -                      | -                      |                                                               |                        |                        |                        |
| HMS Incendiary                             | Brûlot                 | 14                     | Capitaine John Cooke                                                      | -                      | -                      | -                      |                                                               |                        |                        |                        |
| HMS Kingfisher                             | Sloop                  | 18                     | Capitaine Thomas Le Marchant Gosseyln                                     | -                      | -                      | -                      |                                                               |                        |                        |                        |
| HMS Rattler                                | Cotre                  | 16                     | Lieutenant John Winne                                                     | 0                      | 0                      | 0                      |                                                               |                        |                        |                        |
| HMS Ranger                                 | Cotre                  | 16                     | Lieutenant Charles Cotgrave                                               | 0                      | 0                      | 0                      |                                                               |                        |                        |                        |
| Total des pertes : 300 tués et 873 blessés |                        |                        |                                                                           |                        |                        |                        |                                                               |                        |                        |                        |

| HMS Hector    | 3e rang | 74 | Contre-amiral George Montagu Capitaine Lawrence Halsted | - | - | - |                   |
| HMS Alexander | 3e rang | 74 | Capitaine Richard Rodney Bligh                          | - | - | - |                   |
| HMS Ganges    | 3e rang | 74 | Capitaine William Truscott                              | - | - | - |                   |
| HMS Colossus  | 3e rang | 74 | Capitaine Charles Pole                                  | - | - | - | Attaché le 4 juin |
| HMS Bellona   | 3e rang | 74 | Capitaine George Wilson                                 | - | - | - |                   |
| HMS Theseus   | 3e rang | 74 | Capitaine Robert Calder                                 | - | - | - |                   |
| HMS Arrogant  | 3e rang | 74 | Capitaine Richard Lucas                                 | - | - | - |                   |
| HMS Minotaur  | 3e rang | 74 | Capitaine Thomas Louis                                  | - | - | - | Attaché le 4 juin |
| HMS Ruby      | 3e rang | 64 | Capitaine Richard Bickerton                             | - | - | - | Attaché le 4 juin |
| HMS Pallas    | 5e rang | 32 | Capitaine Henry Curzon                                  | - | - | - |                   |
| HMS Concorde  | 5e rang | 36 | Capitaine Richard Strachan                              | - | - | - |                   |

### Flotte française
| Flotte de Louis Thomas Villaret de Joyeuse                                                 | Flotte de Louis Thomas Villaret de Joyeuse | Flotte de Louis Thomas Villaret de Joyeuse | Flotte de Louis Thomas Villaret de Joyeuse                                               | Flotte de Louis Thomas Villaret de Joyeuse | Flotte de Louis Thomas Villaret de Joyeuse | Flotte de Louis Thomas Villaret de Joyeuse | Flotte de Louis Thomas Villaret de Joyeuse                               | Flotte de Louis Thomas Villaret de Joyeuse | Flotte de Louis Thomas Villaret de Joyeuse | Flotte de Louis Thomas Villaret de Joyeuse |
| Navire                                                                                     | Rang                                       | Canons                                     | Commandant                                                                               | Victimes                                   | Victimes                                   | Victimes                                   | Notes                                                                    |                                            |                                            |                                            |
| Navire                                                                                     | Rang                                       | Canons                                     | Commandant                                                                               | Tués                                       | Blessés                                    | Total                                      | Notes                                                                    |                                            |                                            |                                            |
| ------------------------------------------------------------------------------------------ | ------------------------------------------ | ------------------------------------------ | ---------------------------------------------------------------------------------------- | ------------------------------------------ | ------------------------------------------ | ------------------------------------------ | ------------------------------------------------------------------------ | ------------------------------------------ | ------------------------------------------ | ------------------------------------------ |
| Révolutionnaire                                                                            | 1er rang                                   | 110                                        | Capitaine Vaudangel                                                                      |                                            |                                            | ~400                                       | Rentre en France après avoir été endommagé le 28 mai                     |                                            |                                            |                                            |
| Audacieux                                                                                  | 3e rang                                    | 74                                         | Capitaine Pilastre                                                                       | Inconnu                                    | Inconnu                                    | Inconnu                                    | Accompagne le Révolutionnaire en France                                  |                                            |                                            |                                            |
| Indomptable                                                                                | 3e rang                                    | 80                                         | Capitaine Lamesle Capitaine Nielly                                                       | Inconnu                                    | Inconnu                                    | Inconnu                                    | Rentre en France après avoir été endommagé le 29 mai                     |                                            |                                            |                                            |
| Mont-Blanc ?                                                                               | 3e rang                                    | 74                                         | Capitaine Thévenard                                                                      | Inconnu                                    | Inconnu                                    | Inconnu                                    | Accompagne l'Indomptable en France                                       |                                            |                                            |                                            |
| Trajan                                                                                     | 3e rang                                    | 74                                         | Capitaine Dumoutier                                                                      | Inconnu                                    | Inconnu                                    | Inconnu                                    | Escadre de Nielly                                                        |                                            |                                            |                                            |
| Éole                                                                                       | 3e rang                                    | 74                                         | Capitaine Bertrand Keranguen †                                                           | Inconnu                                    | Inconnu                                    | Inconnu                                    |                                                                          |                                            |                                            |                                            |
| America                                                                                    | 3e rang                                    | 74                                         | Capitaine Louis L'Héritier                                                               | 134                                        | 110                                        | 244                                        | Complètement démâté Capturé et renommé HMS Impetueux                     |                                            |                                            |                                            |
| Téméraire                                                                                  | 3e rang                                    | 74                                         | Capitaine Morel                                                                          | Inconnu                                    | Inconnu                                    | Inconnu                                    | Escadre de Nielly                                                        |                                            |                                            |                                            |
| Terrible                                                                                   | 1er rang                                   | 110                                        | Contre-amiral François Joseph Bouvet Capitaine Pierre-Jacques Longer                     | Inconnu                                    | Inconnu                                    | Inconnu                                    | Mâts très endommagés                                                     |                                            |                                            |                                            |
| Impétueux                                                                                  | 3e rang                                    | 74                                         | Capitaine Douville †                                                                     | 100                                        | 85                                         | 185                                        | Complètement démâté Capturé et par la suite détruit un incendie au port  |                                            |                                            |                                            |
| Mucius                                                                                     | 3e rang                                    | 74                                         | Capitaine Lareguy                                                                        | Inconnu                                    | Inconnu                                    | Inconnu                                    | Complètement démâté                                                      |                                            |                                            |                                            |
| Tourville                                                                                  | 3e rang                                    | 74                                         | Capitaine Langlois                                                                       | Inconnu                                    | Inconnu                                    | Inconnu                                    |                                                                          |                                            |                                            |                                            |
| Gasparin                                                                                   | 3e rang                                    | 74                                         | Capitaine Tardy                                                                          | Inconnu                                    | Inconnu                                    | Inconnu                                    |                                                                          |                                            |                                            |                                            |
| Convention                                                                                 | 3e rang                                    | 74                                         | Capitaine Joseph Allary                                                                  | Inconnu                                    | Inconnu                                    | Inconnu                                    |                                                                          |                                            |                                            |                                            |
| Trente-et-un-Mai                                                                           | 3e rang                                    | 74                                         | Capitaine Honoré Joseph Antoine Ganteaume                                                | Inconnu                                    | Inconnu                                    | Inconnu                                    | Attaché à la flotte le 31 mai Mâts très endommagés                       |                                            |                                            |                                            |
| Tyrannicide                                                                                | 3e rang                                    | 74                                         | Capitaine Alain Joseph Dordelin                                                          | Inconnu                                    | Inconnu                                    | Inconnu                                    | Mâts très endommagés                                                     |                                            |                                            |                                            |
| Juste                                                                                      | 3e rang                                    | 80                                         | Capitaine Blavet                                                                         | 100                                        | 145                                        | 245                                        | Complètement démâté Capturé et renommé HMS Juste                         |                                            |                                            |                                            |
| Montagne                                                                                   | 1er rang                                   | 120                                        | Contre-amiral Villaret de Joyeuse Capitaine Paul Bazire † Capitaine Jean-François Vignot |                                            |                                            | ~300                                       |                                                                          |                                            |                                            |                                            |
| Jacobin                                                                                    | 3e rang                                    | 80                                         | Capitaine Jean André Gassin                                                              | Inconnu                                    | Inconnu                                    | Inconnu                                    |                                                                          |                                            |                                            |                                            |
| Achille                                                                                    | 3e rang                                    | 74                                         | Capitaine Guillaume-Jean-Nöel La Villegris                                               | 36                                         | 60                                         | 66                                         | Complètement démâté Capturé et démantelé                                 |                                            |                                            |                                            |
| Vengeur du Peuple                                                                          | 3e rang                                    | 74                                         | Capitaine Jean François Renaudin                                                         | ~200-600                                   |                                            |                                            | Capturé mais les dégâts causèrent son naufrage                           |                                            |                                            |                                            |
| Patriote                                                                                   | 3e rang                                    | 74                                         | Capitaine Lacadou                                                                        | Inconnu                                    | Inconnu                                    | Inconnu                                    | Escadre de Nielly                                                        |                                            |                                            |                                            |
| Northumberland                                                                             | 3e rang                                    | 74                                         | Capitaine François-Pierre Etienne                                                        | 60                                         | 100                                        | 160                                        | Complètement démâté Capturé et démantelé                                 |                                            |                                            |                                            |
| Entreprenant                                                                               | 3e rang                                    | 74                                         | Capitaine Lefranq                                                                        | Inconnu                                    | Inconnu                                    | Inconnu                                    |                                                                          |                                            |                                            |                                            |
| Jemmappes                                                                                  | 3e rang                                    | 74                                         | Capitaine Desmartis Capitaine Le Roy                                                     | Inconnu                                    | Inconnu                                    | Inconnu                                    | Complètement démâté                                                      |                                            |                                            |                                            |
| Neptune                                                                                    | 3e rang                                    | 74                                         | Capitaine Tiphaine                                                                       | Inconnu                                    | Inconnu                                    | Inconnu                                    |                                                                          |                                            |                                            |                                            |
| Pelletier                                                                                  | 3e rang                                    | 74                                         | Capitaine Berrade Capitaine Raillard                                                     | Inconnu                                    | Inconnu                                    | Inconnu                                    |                                                                          |                                            |                                            |                                            |
| Républicain                                                                                | 1er rang                                   | 110                                        | Contre-amiral Joseph-Marie Nielly Capitaine Pierre-Mandé Lebeau Capitaine Louger         | Inconnu                                    | Inconnu                                    | Inconnu                                    | Complètement démâté                                                      |                                            |                                            |                                            |
| Sans Pareil                                                                                | 3e rang                                    | 80                                         | Capitaine Jean-François Courand Capitaine L'Héritier                                     | 260                                        | 120                                        | 380                                        | Escadre de Nielly Complètement démâté Capturé et renommé HMS Sans Pareil |                                            |                                            |                                            |
| Scipion                                                                                    | 3e rang                                    | 80                                         | Capitaine Huguet                                                                         | 64                                         | 151                                        | 215                                        | Complètement démâté                                                      |                                            |                                            |                                            |
| Total des pertes : ~4 000 tués et blessés et 3 000 prisonniers                             |                                            |                                            |                                                                                          |                                            |                                            |                                            |                                                                          |                                            |                                            |                                            |
| La flotte française était accompagnée par environ 16 frégates, corvettes, bricks et cotres |                                            |                                            |                                                                                          |                                            |                                            |                                            |                                                                          |                                            |                                            |                                            |

| Jean-Bart                                                                   | 3e rang | 74 | Contre-amiral Pierre Jean Van Stabel | - | - | - |  |
| Tigre                                                                       | 3e rang | 74 |                                      | - | - | - |  |
| Embuscade                                                                   | Frégate | 32 | Lieutenant Maxime Julien Émeriau     | - | - | - |  |
| L'escadre de Vanstabel était accompagnée d'une autre frégate et d'un brick. |         |    |                                      |   |   |   |  |

| Majestueux                                                                         | 1er rang | 110 | contre-amiral Pierre-François Cornic | - | - | - |  |
| Aquilon                                                                            | 3e rang  | 74  | Capitaine Thevenaut                  | - | - | - |  |
| Jupiter                                                                            | 3e rang  | 74  |                                      | - | - | - |  |
| Marat                                                                              | 3e rang  | 74  |                                      | - | - | - |  |
| Nestor                                                                             | 3e rang  | 74  |                                      | - | - | - |  |
| Redoutable                                                                         | 3e rang  | 74  |                                      | - | - | - |  |
| Révolution                                                                         | 3e rang  | 74  |                                      | - | - | - |  |
| Superbe                                                                            | 3e rang  | 74  |                                      | - | - | - |  |
| L'escadre de Cornic était accompagnée par deux frégates, une corvette et un cotre. |          |     |                                      |   |   |   |  |

## Conséquences
Le Royaume-Uni et la France revendiquèrent tous deux la victoire : le Royaume-Uni car il avait capturé ou détruit sept navires français sans en perdre un seul et qu'il était resté maître de la zone de la bataille et la France car le convoi était parvenu à traverser l'Atlantique sans pertes significatives. Les deux flottes furent couvertes de louanges et de critiques, ces dernières particulièrement adressées aux capitaines dont on jugeait qu'ils n'avaient pas suffisamment participé au combat. La flotte britannique fut inspectée à Spithead par le roi George III et l'ensemble de la maison royale.

### France
En France, les principes révolutionnaires d'égalité empêchaient l'attribution de récompenses trop importantes, mais Villaret fut promu vice-amiral et d'autres capitaines reçurent quelques distinctions. Les officiers de la flotte accompagnèrent également le convoi de ravitaillement dans une forme de parade entre Brest et Paris. Le rôle du Vengeur du Peuple dans la bataille fut mythifié par Bertrand Barère et utilisé dans la propagande. Cette bataille navale est présentée comme une "victoire tactique". Le combat héroïque de la flotte française crée une page de gloire. Le naufrage du bâtiment Vengeur du Peuple est magnifié ; le bateau aurait coulé avec son équipage aux cris de "Vive la liberté !" et "Vive la République !". Les évaluations militaires de la bataille étaient cependant plus mitigées ; si beaucoup célébraient les comptes rendus exagérément victorieux de Saint-André dans Le Moniteur, plusieurs officiers supérieurs de la marine étaient en désaccord. Parmi ces critiques figurait Yves Joseph de Kerguelen de Trémarec, un marin très expérimenté ayant perdu son grade, qui critiqua sévèrement Villaret pour ne pas avoir repris le combat après avoir reformé son escadre et considérait que la flotte française aurait pu remporter une victoire tant stratégique que tactique si Villaret avait été plus agressif.
Finalement les excès révolutionnaires de la période se révélèrent désastreux pour la marine française. Le commandement défaillant, les ordres opposés et arbitraires et l'élimination des marins expérimentés entraînèrent une attitude défaitiste dans le corps des officiers français. La flotte de guerre française ne s'opposa plus à la domination britannique sur les mers d'Europe du Nord et ses opérations d'assaut de convois se terminèrent régulièrement en défaites du fait de l'opposition britannique et des conditions météorologiques difficiles de l'Atlantique[réf. nécessaire]. En 1805, lorsque la dernière grande flotte française à prendre la mer fut écrasée à la bataille de Trafalgar, la qualité du commandement, de l'entraînement et du matériel étaient tombées à des niveaux inimaginables vingt ans auparavant.

### Royaume-Uni

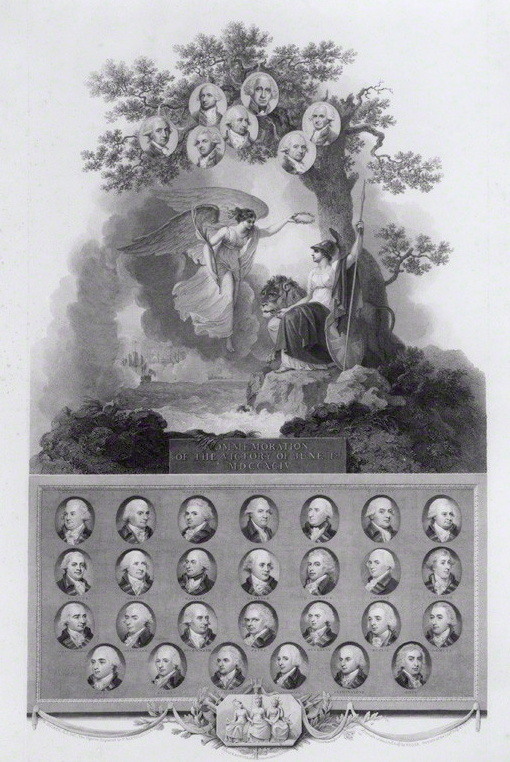
Gravure de 1802 commémorant les officiers du Glorious First of June.

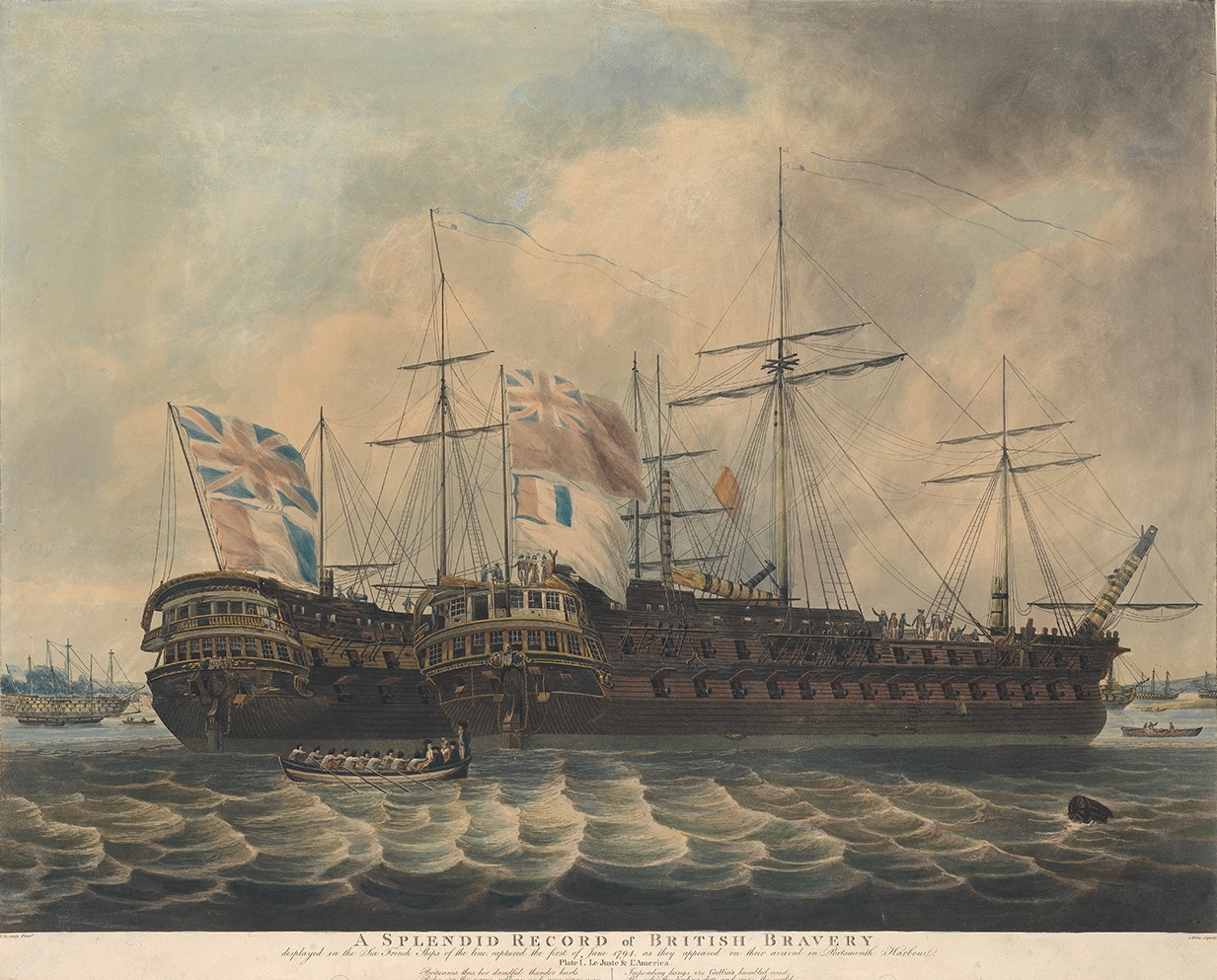
Deux des vaisseaux français à l'ancre à Spithead après leur capture. À gauche l'America, à droite le Juste.

En Grande-Bretagne, de nombreuses distinctions furent accordées à la flotte et à ses commandants. L'amiral Howe, déjà comte, refusa un nouvel anoblissement et le roi George III fut dissuadé d'en faire un chevalier de Jarretière par l'un des adversaires politiques de Howe. Le vice-amiral Graves fut fait baron Graves dans la pairie d'Irlande tandis que le vice-amiral Hood devint vicomte Bridport. Les contre-amiraux Bowyer, Gardner, Pasley et Curtis (ce dernier fut nommé capitaine le 4 juillet 1794) furent tous faits baronnets et Bowyer et Pasley reçurent chacun une pension annuelle de 1 000 £ (90 000 £ de 2012) en raison des blessures graves reçues durant la bataille. Tous les premiers-lieutenants devinrent commanders et un grand nombre d'autres officiers furent promus en raison de leurs actions durant l'affrontement. Un mémorial dédié aux capitaines John Hutt et John Harvey, qui moururent tous deux de leurs blessures le 30 juin, fut construit dans l'abbaye de Westminster.
L'attribution des récompenses, basée sur le rapport officiel de Howe à l'Amirauté dont certains considèrent qu'il fut rédigé par Curtis, causa une âpre controverse. Howe avait ajouté une liste à son rapport portant les noms des officiers dont il jugeait qu'ils méritaient une récompense spéciale pour leur rôle dans la bataille. La liste mentionnait les vice-amiraux Graves et Hood, les contre-amiraux Bowyer, Gardner et Pasley, les capitaines Seymour, Pakenham, Cranfield-Berkeley, Gambier, John Harvey, Payne, Henry Harvey, Pringle, Duckworth, Elphinstone, Nichols et Hope et les lieutenants Monkton et Donnelly. Certains noms n'apparaissaient pas dans liste et la justesse de cette omission a engendré une forte controverse au sein de la Royal Navy. Le contre-amiral Caldwell fut le seul officier supérieur à ne pas avoir reçu de titre héréditaire même s'il fut promu vice-amiral le 4 juillet comme Bowyer et Gardner. Après l'étude des contre-rendus de la bataille, l'Amirauté frappa une médaille devant être uniquement décernée aux capitaines survivants de la liste même si le capitaine William Parker du HMS Audacious la reçut également. Les capitaines ne figurant pas sur la liste furent ulcérés et le scandale causé par cette décoration sélective dura plusieurs années ; en 1795, le vice-amiral Caldwell quitta la marine pour cette raison tandis que Cuthbert Collingwood du HMS Barfleur refusa toute nouvelle récompense tant qu'il ne recevrait pas la médaille décernée pour le Premier-Juin. Il la reçut finalement après la bataille du cap Saint-Vincent en 1797. En 1847, la bataille faisait partie des affrontements reconnus par une agrafe sur le ruban de la Naval General Service Medal, décernée à tous les vétérans britanniques encore en vie.
Une campagne de diffamation fut menée contre Anthony Molloy, capitaine du HMS Caesar, par les autres officiers qui l'accusaient de lâcheté pour ne pas avoir respecté les ordres de Howe le 29 mai et le 1er juin. Au cours d'un procès en cour martiale, son aptitude professionnelle fut condamnée même si son courage personnel ne fut pas remis en cause. Molloy perdit le commandement de son navire et fut donc effectivement exclu de la marine.
Sur les six navires capturés, plusieurs furent achetés par la marine et poursuivirent une longue carrière dans la Royal Navy comme les deux vaisseaux de 80 canons ; le HMS Sans Pareil fut mis en réserve en 1802 mais ne fut démoli qu'en 1842 tandis que le HMS Juste devint un navire apprécié de ses équipages jusqu'à son retrait du service en 1802 après la paix d'Amiens. Sur les prises de 74 canons, l'Achille et le Northumberland, construits tous deux à la fin des années 1770, furent démolis car trop endommagés tandis que l'Impétueux fut détruit par un incendie le 24 août 1794 alors qu'il subissait des réparations en cale sèche. L'America fut intégré dans la Royal Navy en tant que HMS America avant d'être renommé HMS Impétueux en juillet 1795 et il resta en service jusqu'en 1813. Les équipages des navires sous le commandement de Howe se partagèrent un total de 201 096 £ (18 000 000 £ de 2012) sous forme de parts de prise.